# 细足钝额蟹
细足钝额蟹（学名：Carupa tenuipes）为梭子蟹科钝额蟹属的动物。分布于日本、夏威夷、帝汶岛、马达加斯加以及中国大陆的西沙群岛等地，生活环境为海水，多栖息于珊瑚礁及潮间带至80米的浅海底。